# Cryptoplax royana
Cryptoplax royana är en blötdjursart som beskrevs av Tom Iredale och Hull 1925. Cryptoplax royana ingår i släktet Cryptoplax och familjen Cryptoplacidae. Inga underarter finns listade i Catalogue of Life.